# Valsa para Bruno Stein
Valsa para Bruno Stein é um filme brasileiro de 2007, escrito e dirigido por Paulo Nascimento. O filme é baseado no livro homônimo de Charles Kiefer.

## Sinopse
Bruno Stein (Walmor Chagas) vive com sua família em um local isolado. Verônica (Fernanda Moro), sua neta, sonha em ir embora dali. Valéria (Ingra Lyberato), sua nora, tenta se conformar com a solidão, já que o marido é caminhoneiro e passa semanas fora. Bruno chegara ao Brasil após a 2ª Guerra Mundial e agora sente que está no fim de sua vida. Ele tenta se envolver com o trabalho, mas nada mais o motivo. Até que a chegada de Gabriel (Marcos Verza), um novo empregado, faz com que ele recupere a alegria em viver.

## Elenco
- Walmor Chagas como Bruno Stein[1]
- Araci Esteves como Olga[1]
- Ingra Lyberato como Valéria[1]
- Marcos Verza como Gabriel[1]
- Carmem Silva como Almerinda[1]
- Leonardo Machado como Marco[1]
- Fernanda Moro como Verônica[1]
- Nicola Siri como Gringo[1]
- Clemente Viscaíno como Arno Wolf[1]
- Sirmar Antunes como Nico[1]

## Prêmios e Indicações
| Ano  | Premiação                     | Categoria    | Recipiente     | Resultado | Ref.  |
| ---- | ----------------------------- | ------------ | -------------- | --------- | ----- |
| 2007 | Festival de Cinema de Gramado | Melhor Atriz | Ingra Lyberato | Venceu    | [ 2 ] |

## Ligações Externas
- Valsa para Bruno Stein. no IMDb.